# Michael B. Silver
Michael Buchman Silver (New York, 8 luglio 1967) è un attore statunitense Noto per il ruolo  dell'assistente procuratore distrettuale Leo Cohen nella serie televisiva NYPD - New York Police Department.

## Biografia
Silver è nato a New York City, fratello della scrittrice Amanda Silver e nipote dello sceneggiatore premio Oscar Sidney Buchman. Silver si è laureato all'Università Brown.
Uno dei suoi primi ruoli è stato nel film del 1993 Jason va all'inferno. Ha avuto un ruolo ricorrente in NYPD Blue, apparendo in 31 episodi. Silver ha avuto anche altri ruoli ricorrenti come il Dr. Paul Myers in ER, l'agente dei servizi segreti Peter Elliott in CSI: Miami e Ken Keller nella serie Royal Pains. Inoltre, ha fatto molte altre apparizioni come guest star in varie serie come Star Trek: Deep Space Nine, X-Files, Cin cin, NewsRadio, Giudice Amy, Ancora una volta, Felicity, Law & Order, Detective Monk, Dark Blue, Bones, Mr. Chapel, Criminal Minds, Avvocati a New York, Strong Medicine, Nip/Tuck, Veronica Mars, Brothers & Sisters, Murder in the First e Supernatural. Nel 2011 ha recita nel videogioco L.A. Noire nel ruolo di Edgar Kalou.
Dal 2018 al 2019 ha recitato nella serie Instinct nel ruolo del sergente di polizia Kanter Harris. Nel 2019, è apparso anche nella serie The InBetween nei panni del terapista Brian Currie. Nel 2021, ha interpretato Vince Jones nella serie S.W.A.T.

## Filmografia parziale

### Cinema
- Jason va all'inferno (Jason Goes to Hell: The Final Friday), regia di Adam Marcus (1993)
- L'università dell'odio (Higher Learning), regia di John Singleton (1995)
- Virtuality (Virtuosity), regia di Brett Leonard (1995)
- La prossima vittima (Eye for an Eye), regia di John Schlesinger (1996)
- Scherzi del cuore (Playing by Heart), regia di William Carrol (1998)
- Seven Girlfriends, regia di Paul Lazarus (1999)
- Trappola negli abissi (Submerged), regia di Fred Olen Ray (2000)
- La rivincita delle bionde (Legally Blonde), regia di Robert Luketic (2001)
- Mi chiamo Sam (I Am Sam), regia di Jessie Nelson (2001)
- Seabiscuit - Un mito senza tempo (Seabiscuit), regia di Gary Ross (2003)
- Love Shack, regia di Gregg Saccon (2010)
- The Samuel Project, regia di Marc Fusco (2018)

### Televisione
- Quattro donne in carriera (Designing Women) – serie TV, un episodio (1991)
- Civil Wars – serie TV, un episodio (1993)
- Star Trek: Deep Space Nine – serie TV, un episodio (1994)
- Nemico all'interno (The Enemy Within), regia di Jonathan Darby – film TV (1994)
- Blossom - Le avventure di una teenager (Blossom) – serie TV, un episodio (1995)
- E.R. - Medici in prima linea (ER) – serie TV, 12 episodi (1995-2009)
- NYPD - New York Police Department (NYPD Blue) – serie TV, 31 episodi (1996-2004)
- Una bionda per papà (Step by Step) – serie TV, un episodio (1996)
- Jarod il camaleonte (The Pretender) – serie TV, un episodio (1997)
- Vita con Roger (Life with Roger) – serie TV, un episodio (1997)
- Fantasy Island – serie TV, un episodio (1998)
- X-Files (The X-Files) – serie TV, 2 episodi (1998)
- Mr. Chapel (Vengeance Unlimited) – serie TV, un episodio (1999)
- Giudice Amy (Judging Amy) – serie TV, un episodio (1999)
- Ancora una volta (Once and Again) – serie TV, 2 episodi (2001)
- Il fuggitivo (The Fugitive) – serie TV, un episodio (2001)
- Special Unit 2 – serie TV, un episodio (2001)
- In tribunale con Lynn (Family Law) – serie TV, un episodio (2001)
- Providence – serie TV, un episodio (2001)
- Felicity – serie TV, un episodio (2002)
- CSI - Scena del crimine (CSI: Crime Scene Investigation) – serie TV, un episodio (2002)
- Law & Order - I due volti della giustizia (Law & Order) – serie TV, un episodio (2002)
- The District – serie TV, un episodio (2003)
- Detective Monk (Monk) – serie TV, episodio 2x03 (2003)
- CSI: Miami – serie TV, 7 episodi (2004-2006)
- CSI: NY – serie TV, un episodio (2004)
- Squadra Med - Il coraggio delle donne (Strong Medicine) – serie TV, un episodio (2004)
- Cold Case - Delitti irrisolti (Cold Case) – serie TV, un episodio (2005)
- Beautiful People – serie TV, 5 episodi (2005)
- Nip/Tuck – serie TV, un episodio (2005)
- Bones – serie TV, un episodio (2006)
- Criminal Minds – serie TV, un episodio (2006)
- Day Break – serie TV, 4 episodi (2006)
- Veronica Mars – serie TV, 3 episodi (2006-2007)
- Shark - Giustizia a tutti i costi (Shark) – serie TV, 4 episodi (2006-2007)
- Senza traccia (Without a Trace) – serie TV, un episodio (2007)
- Las Vegas – serie TV, 4 episodi (2007-2008)
- Supernatural – serie TV, un episodio (2007)
- I signori del rum (Cane) – serie TV, 2 episodi (2007)
- In Plain Sight - Protezione testimoni (In Plain Sight) – serie TV, un episodio (2008)
- Eli Stone – serie TV, 2 episodi (2008)
- Brothers & Sisters - Segreti di famiglia (Brothers & Sisters) – serie TV, 2 episodi (2008-2009)
- Lie to Me – serie TV, un episodio (2009)
- Heroes – serie TV, un episodio (2009)
- Mental – serie TV, un episodio (2009)
- Dark Blue – serie TV, un episodio (2009)
- Avvocati a New York (Raising the Bar) – serie TV, un episodio (2009)
- The Mentalist – serie TV, un episodio (2010)
- Royal Pains – serie TV, 13 episodi (2010-2016)
- NCIS - Unità anticrimine (NCIS) – serie TV, episodio 9x04 (2011)
- The Defenders – serie TV, un episodio (2010)
- Private Practice – serie TV, 2 episodi (2011-2012)
- Free Agents – serie TV, un episodio (2011)
- Harry's Law – serie TV, un episodio (2011)
- Perception – serie TV, episodio 1x09 (2012)
- Scandal – serie TV, un episodio (2013)
- I miei peggiori amici (Friends with Better Lives) – serie TV, un episodio (2014)
- Backstrom – serie TV, un episodio (2015)
- Shameless – serie TV, 3 episodi (2015)
- Odd Mom Out – serie TV, un episodio (2015)
- NCIS: Los Angeles – serie TV, un episodio (2016)
- Murder in the First – serie TV, 4 episodi (2016)
- Code Black – serie TV, un episodio (2016)
- Bosch – serie TV, un episodio (2016)
- Suits – serie TV, 5 episodi (2017-2018)
- Law & Order True Crime – serie TV, 3 episodi (2017)
- Major Crimes – serie TV, un episodio (2017)
- Designated Survivor – serie TV, un episodio (2018)
- Fear the Walking Dead - serie TV, episodi 8x03, 8x06 (2023)

## Doppiatori italiani
Nelle versioni in italiano delle opere in cui ha recitato, Michael B. Silver è stato doppiato da:
- Stefano Valli in Private Practice (ep. 5x01), Code Black, Designated Survivor, Station 19
- Edoardo Nordio in E.R. - Medici in prima linea (ep. 5x19-20, 9x16-9x17, 12x04), Shark - Giustizia a tutti i costi, Mental
- Vittorio Guerrieri in E.R. - Medici in prima linea (ep. 6x05), X-Files, Cold Case - Delitti irrisolti
- Massimiliano Plinio in E.R. - Medici in prima linea (ep. 2x02, 2x09), Bones
- Guido Di Naccio in E.R. - Medici in prima linea (ep. 15x13), Private Practice (ep. 5x12)
- Stefano Billi in Veronica Mars, Bosch
- Roberto Certomà in CSI: NY, Day Break
- Stefano Thermes in Major Crimes, FBI: Most Wanted
- Francesco Bulckaen in NYPD - New York Police Department (st. 4-12)
- Andrea Ward in Jarod il camaleonte
- Stefano Onofri in Detective Monk
- Massimiliano Virgilii in CSI: Miami
- Francesco Caruso Cardelli in Beautiful People
- Oliviero Corbetta in Nip/Tuck
- Gianluca Tusco in Senza traccia
- Sandro Acerbo in Las Vegas
- Domenico Strati in Supernatural
- Guido Sagliocca in E.R. - Medici in prima linea (ep. 14x12)
- Sergio Lucchetti in The Mentalist
- Enrico Di Troia in NCIS - Unità anticrimine
- Alberto Angrisano in Perception
- Oliviero Cappellini in Scandal
- Antonio Palumbo in Shameless
- Fabrizio Picconi in Secrets and Lies
- Alessio Cigliano in NCIS: Los Angeles
- Raffaele Palmieri in Suits
- Jacopo Venturiero in Fear the Walking Dead